# 科布 (上比利牛斯省)
科布（法語：Caubous）是法国上比利牛斯省的一个市镇，属于塔布区（Tarbes）卡斯泰尔诺马尼奥阿克县（Castelnau-Magnoac）。该市镇总面积3.77平方公里，2009年时的人口为40人。

## 人口
科布人口变化图示